# Sasha Mitchell
Sasha „James” Mitchell (ur. 27 lipca 1967  w Los Angeles) – amerykański aktor filmowy i telewizyjny, były model (190 cm wzrostu).

## Życiorys

### Wczesne lata
Urodził się w Los Angeles w stanie Kalifornia w żydowskiej rodzinie rosyjskiego pochodzenia jako syn producenta odzieży. Jego starsza siostra Marissa Mitchell została kostiumografem, m.in. pracowała na planie filmu Odpowiedź zbrojna (Armed Response, 1986) z Davidem Carradine i Lee Van Cleefem czy Cyklon (Cyclone, 1987) z Heather Thomas. 
Jego hobby stał się kickboxing - w młodości zdobył amatorsko mistrzostwo. Zdobył także czarny pas w taekwondo. Trenował też boks tajski. W 1988 studiował aktorstwo w National Improvisational Theater w Nowym Jorku. Był również modelem Calvina Kleina, reklamował dżinsy.

### Kariera
Na srebrnym ekranie zadebiutował rolą Antonia w filmie telewizyjnym Pleasures (1986). Pierwszą poważną a zarazem tytułową rolę zagrał w filmie Spike of Bensonhurst z roku 1988. W latach 1989–91 występował jako James Richard Beaumont, syn J.R. Ewinga, w przebojowej operze mydlanej stacji CBS Dallas. Sławę przyniosła mu rola Cody’ego Lamberta, słodkiego siostrzeńca Franka (Patrick Duffy), w sitcomie ABC Krok za krokiem (Step by Step, 1991-98). 
Mitchell posiadał czarny pas w taekwondo i był mistrzem kickboksingu, co pomogło mu w zdobyciu roli Davida Sloana w trzech filmach z serii Kickboxer (1991-94). 
Wziął udział w reklamie Pepsi z Michaelem Jacksonem. Ponadto sporadycznie występował w serialach oraz stał się gwiazdą filmów akcji przeznaczonych na rynek video/DVD.

### Życie prywatne
3 marca 1990 ożenił się z Jeanette Denise, mają czwórkę dzieci: trzy córki - Pavlinę Justine (ur. 1988), Caroline (ur. 1990) i Stacy (ur. 1996) oraz syna Ethana (ur. 1997). Kilkakrotnie do domu pary wzywana była policja w celu zbadania doniesień o przemocy domowej. Jednak w roku 1997 doszło do rozwodu. 4 grudnia 2010 poślubił Rachel, znaną również jako Sharmaine Rayner. Wiosną 2015 Sasha złożył pozew o rozwód. 

## Filmografia

### Filmy fabularne
- 1986: Pleasures (TV) jako Antonio
- 1987: Umrzeć z honorem (Death Before Dishonor) jako Ruggieri
- 1987: Córeczki milionera (Rags to Riches) jako hrabia
- 1987: Not Quite Human (TV) jako Bryan Skelly
- 1988: Spike of Bensonhurst jako Spike Fumo
- 1989: The Flamingo Kid (TV) jako Jeffery Willis
- 1989: Nie wierzcie bliźniaczkom: Hawajskie wakacje (Parent Trap: Hawaiian Honeymoon, TV) jako Jack
- 1991: Kickboxer 2: Godziny zemsty (Kickboxer 2: The Road Back) jako David Sloan
- 1992: Kickboxer 3: Sztuka walki (Kickboxer 3: The Art of War) jako David Sloan
- 1994: Klasa 1999 II: Zastępstwo (Class of 1999 II: The Substitute) jako John Bolen
- 1994: Kickboxer 4 (Kickboxer 4: The Aggressor) jako David Sloan
- 2000: Gangland jako Derek
- 2000: This Is How the World Ends (TV) jako gliniarz
- 2000: Uśmiech losu (Luck of the Draw) jako Buddy
- 2003: The Failures jako Reflexor
- 2003: Dickie Roberts: Kiedyś gwiazda (Dickie Roberts: Former Child Star) jako wściekły kierowca
- 2004: Slammed jako Slummer

### Seriale TV
- 1986: St. Elsewhere jako Southie
- 1989-91: Dallas jako James Richard Beaumont
- 1991-98: Krok za krokiem (Step by Step) jako Cody Lambert
- 1994: ABC Sneak Peek with Step by Step (TV) jako Cody Lambert
- 1998: Statek miłości: Następna fala (The Love Boat: The Next Wave) jako Ron
- 2002: JAG – Wojskowe Biuro Śledcze (JAG) jako komandor Curry
- 2004-2005: Ostry dyżur (ER) jako Bartender/Patrick
- 2005: Nowojorscy gliniarze (NYPD Blue) jako Darian Lasalle